# Nefertkau III
Nefertkau III fue una princesa del Antiguo Egipto. Vivió durante la IV dinastía. Posiblemente fuera una hija de Meresankh II y Horbaef. De ser así, era nieta del faraón Khufu. Baud, en cambio, ha propuesto que Nefertkau era hija de Khufu. En una escena representada en la capilla de su tumba, Nefertkau tiene los títulos de hija del cuerpo del rey y sacerdotisa de Neith. Se casó con un funcionario llamado Iynefer II. Nefertkau y Iynefer tuvieron una hija también llamada Nefertkau y dos o tres hijos varones. Strudwick ha sugerido que Iynefer pueda ser hija de Khufu. Dependiendo de la interpretación del parentesco, Nefertkau se habría casado con su tío o con su hermano.

## Tumba
Nefertkau e Iynefer fueron sepultados en la tumba G 7820, que forma parte de una mastaba doble. La tumba se localiza en la parte oriental de la necrópolis de Guiza.

### Capilla
Hay escenas que representan a Nefertkau y su marido. En una, se muestra una niñita entre sus padres. Se la llama "la hija [de ambos], Nefertkau". En la misma escena un niñito aparece delante de su padre, pero no hay grabado ningún nombre. En otra escena se representa con Iynefer a dos niños y a un varón algo mayor que estos. Los dos niños son hijos, la figura más grande puede ser una representación del primogénito.

### Tumbas de fosa
Se construyeron dos tumbas de fosa. Se cree que el marido fue enterrado en la fosa de la llamada G 7820A, mientras que Nefertkau probablemente lo fuera en la fosa G 7820B. En G 7820A no se encontraron rastros de ataúd, y no había pozo canópico ni hueco. En G 7820B tampoco se encontraron restos de ataúd, pero había un pozo canópico en la esquina sureste de la cámara funeraria.